# Lillsjön (Ullasjö socken, Västergötland)
Lillsjön är en sjö i Svenljunga kommun i Västergötland och ingår i Ätrans huvudavrinningsområde.